# (29926) 1999 JW32
A (29926) 1999 JW32 a Naprendszer kisbolygóövében található aszteroida. A LINEAR projekt keretében fedezték fel 1999. május 10-én.